# Platyarthrus dobrogicus
Platyarthrus dobrogicus là một loài chân đều trong họ Platyarthridae. Loài này được Radu miêu tả khoa học năm 1951.